# Svengali (téléfilm)
Pour les articles homonymes, voir Svengali.
Pour plus de détails, voir Fiche technique et Distribution.
Svengali est un téléfilm américain réalisé par Anthony Harvey, sorti en 1983. Il s'agit d'une adaptation du roman Trilby de George du Maurier.

## Fiche technique
- Titre : Svengali
- Réalisation : Anthony Harvey
- Scénario : Frank Cucci d'après le roman Trilby de George du Maurier
- Musique : John Barry
- Pays d'origine : États-Unis
- Format : Couleurs - 1,33:1 - Mono
- Genre : drame
- Date de première diffusion :
  -  États-Unis : 9 mars 1983

## Distribution
- Peter O'Toole (VF : Jacques Thébault) : Anton Bosnyak
- Jodie Foster (VF : Maïk Darah) : Zoe Alexander
- Elizabeth Ashley (VF : Michèle Bardollet) : Eve Swiss
- Larry Joshua (VF : Patrick Poivey) : Johnny Rainbow
- Pamela Blair (en) (VF : Catherine Lafond) : Trish
- Barbara Bryne (en) (VF : Lita Recio) : Mme Burns-Rizzo
- Ron Weyand (VF : Jean Berger) : l'hypnotiseur
- Robin Thomas (VF : Thierry Bourdon) : Mendy Weindenbaum
- Brian Carney : Abbot Renfrew
- Madeleine Potter : Antonia
- Holly Hunter (VF : Odile Schmitt) : Leslie
- Vera Mayer (VF : Régine Blaess) : Gizella
- Stuart Charno : Boomer
- Tony Devon : Ben
- Tobin Bell : le serveur (non crédité)